# Linus Andersson
Oskar Linus Andersson, född 1 december 1875 i Lindome, död 19 november 1965 i Lindome, var en svensk lantbrukare och riksdagspolitiker (högern).
Andersson var lantbrukare i Lindome i norra Halland. Han var riksdagsledamot i andra kammaren från 1929 till 1940, invald i Hallands läns valkrets.